# Nemexia
Nemexia è un videogioco massive multi-player online di strategia spaziale basato su browser. Ogni giocatore può scegliere tra una delle tre razze e sviluppare il suo potente impero spaziale. Con l'aiuto dei propri alleati si può conquistare l'universo per il mezzo della "Suprema Porta Stellare" (SPS).

## Trama
Molti anni fa gli umani scoprirono i viaggi spaziali e decisero di esplorare la galassia. Un piccolo gruppo di essi, che si faceva chiamare "la Confederazione", scoprì un antico pianeta dalle risorse illimitate, sul quale sviluppò il loro potenziale tecnologico. Ci volle un po' di tempo, ma alla fine riuscirono a creare un'IA così avanzata che svilupparono un proprio libero arbitrio. Chiamarono queste creature Terteti. Col passare del tempo, questi robot assisterono la confederazione in ogni cosa. Rendendosi conto del proprio potenziale, i Terteti formarono una unione e si separarono dalla Confederazione. Solo pochi di loro rimasero ad assistere i loro padroni, ma gli altri erano incuriositi del resto dell'universo, proprio come i loro creatori. 
Durante i loro viaggi lontani, i Terteti scoprirono un'altra razza intelligente ai confini della loro galassia. Erano creature simili a insetti che chiamarono Noxis. Accecati dal loro desiderio di conoscenza, i Terteti e i Confederati non si erano accorti che i Noxis avevano iniziato a progredire alle loro spalle. Come molte altre creature i Noxis erano parassiti, che si legavano a vittime ignare per derubarle di informazioni e conoscenze ed eventualmente superare i loro "ospiti" in intelletto e conoscenza. La guerra fra civiltà ebbe così inizio. Le tre razze erano in costante conflitto. La fine non era vicina e alcune comunità emarginate meno ostili decisero di separarsi dalle proprie razze. Formarono così delle alleanze e unirono le loro conoscenze in un ultimo sforzo per fuggire dalla guerra. Nel corso del gioco è possibile aiutare i fuggitivi nella loro avventura.

## Modalità di gioco
Nemexia è un gioco che si svolge in round, il che significa che dopo il raggiungimento dell'obiettivo del gioco, tutti i giocatori ricominciano da zero per competere nuovamente.
Durante ogni turno è possibile colonizzare fino a 6 pianeti ed espandere il proprio impero spaziale su più galassie. Ogni pianeta può essere sviluppato individualmente come supporto, estrazione o per la guerra. Per esempio, anche se si è sconfitti in battaglia, si può colonizzare un nuovo pianeta e scegliere nuovamente la propria strategia per il turno successivo.

### Accessori
Nemexia ha tre diverse razze: Umani (Confederazione), Robots (Terteti dell'Unione) e di insetti / creature viventi (Noxis). Ogni razza ha il suo tipo specifico di unità con abilità uniche.
La diversità di navi e di unità di difesa consente di scegliere tra differenti strategie di battaglia. Ci sono 7 tipi di navi da guerra, 5 civili e una nave di servizio. Ci sono anche 7 tipi di unità di difesa che possono essere utilizzate per difendere i propri pianeti se le navi sono in missione. Inoltre si può scegliere di costruire degli scudi planetari, i quali potranno difendere i pianeti da alcune delle navi più deboli e prevenire eventuali incursioni da parte dei nemici.

### Scienze
Durante la costruzione del proprio impero, il giocatore può utilizzare 22 diversi tipi di scienze, che possono aiutarlo in determinati momenti. Ad esempio, dato che tra i diversi pianeti vi è una grande distanza, il giocatore può aumentare la velocità delle sue navi fino al 750%, il che rende più rapido il raggiungimento della posizione desiderata. Ci sono delle scienze che possono aumentare l'introito di risorse e incrementare la produzione di energia, fornire un attacco supplementare, della salute aggiuntiva alle unità dei giocatori oppure scoprire i segreti nascosti e piani per lo sviluppo delle unità principali.

### Alleanze e pianeti di gruppo
Ogni giocatore può partecipare ad una alleanza esistente o creare la propria, e con l'assistenza di almeno otto dei suoi amici dalle altre razze può creare un potente pianeta di gruppo. Da questi pianeti di gruppo tutti i membri dell'alleanza possono lanciare un attacco verso un sole e cercare di ottenere un cristallo. Con la raccolta di tutti e 10 i cristalli si può sbloccare un edificio unico nel suo genere, che permette loro di competere per l'obiettivo del gioco.

## Sviluppo
Nemexia è un browser game gratuito ed è uscito nel settembre 2009, inizialmente solo in Bulgaria. È stato sviluppato e pubblicato dalla società bulgara XS Software. Entro la fine dello stesso anno, il gioco è stato pubblicato in 13 Paesi diversi, con oltre 120.000 giocatori registrati.

## Versioni
Il gioco ha subito diverse modifiche nel corso degli anni e ciascuno di questi cambiamenti è etichettato con un nome specifico.
- Nemexia 2.0 - Evoluzione[18][19][20] (2011) - Vengono introdotte nuove unità di comando – l'Ammiraglio, Navi Supreme e l'interfaccia di gioco è completamente migliorata.
- Nemexia 3.0 - Apocalisse[21] (2012) - Viene introdotta una nuova minaccia aliena – i Rinnegati, hna nuova generazione di unità di difesa e viene migliorato sistema di combattimento.
- Nemexia 4.0 - Redenzione[22] (2013) - Progetti introdotti per due nuove navi Supreme e crafting per attrezzature dell`Ammiraglio.
- Nemexia 5.0 - Supremazia[23] (2014) - Introdotta l`Arena Galattica, un luogo per le battaglie incrociate tra gli universi.